# Peter Kalinke
 Peter Kalinke (ur. 21 grudnia 1936 w Naumburgu) – wschodnioniemiecki piłkarz, występujący na pozycji obrońcy.
Z zespołem Vorwärts Berlin pięciokrotnie zdobył mistrzostwo NRD (1958, 1960, 1962, 1965, 1966). W latach 1960–1961 rozegrał 7 meczów w reprezentacji Niemieckiej Republiki Demokratycznej.